# Olleros (Salamanca)
Olleros es una entidad de población española del municipio de Carrascal del Obispo, perteneciente a la provincia de Salamanca, en la comunidad autónoma de Castilla y León.

## Historia
Hacia mediados del siglo XIX, el lugar, una alquería, ya pertenecía a Carrascal del Obispo. Aparece descrito en el duodécimo volumen del Diccionario geográfico-estadístico-histórico de España y sus posesiones de Ultramar de Pascual Madoz con las siguientes palabras:

OLLEROS: alq. en la prov. y part. jud. de Salamanca, térm. municipal de Carrascal del Obispo.
(Madoz, 1849, p. 270)

En 2023, la entidad singular de población tenía empadronados cinco habitantes.